# Fundulus pulvereus
Fundulus pulvereus är en fiskart som först beskrevs av Barton Warren Evermann 1892.  Fundulus pulvereus ingår i släktet Fundulus och familjen Fundulidae. Inga underarter finns listade i Catalogue of Life.